# Lyle Overbay
Lyle Stefan Overbay (né le 28 janvier 1977 à Centralia, Washington, États-Unis) est un joueur de premier but de baseball qui évolue dans les Ligues majeures de 2001 à 2014.

## Carrière

### Diamondbacks de l'Arizona
Joueur du Wolfpack de l'université du Nevada à Reno, Lyle Overbay est repêché en 18e ronde en 1999 par les Diamondbacks de l'Arizona. Il fait ses débuts dans les majeures à la fin de la saison 2001, jouant son premier match pour les Diamondbacks le 19 septembre. Il obtient dans cette partie son premier coup sûr au plus haut niveau, un simple comme frappeur suppléant aux dépens du lanceur des Rockies du Colorado, Jay Powell. Après deux parties jouées en fin d'année pour les D-Backs, il passe la majorité de la saison 2002 en ligue mineure, n'étant rappelé par le club de l'Arizona que pour 10 parties.
En 2003, Overbay joue 86 matchs pour les Diamondbacks, et il affiche une moyenne au bâton de ,276. De ses 70 coups sûrs en saison régulière, 20 sont des doubles. Il réussit le 7 avril contre le lanceur Andy Ashby des Dodgers de Los Angeles son premier coup de circuit dans les majeures. Il termine la saison avec 4 circuits et 28 points produits.

### Brewers de Milwaukee
Le 1er décembre 2003, les Diamondbacks de l'Arizona et les Brewers de Milwaukee transigent, s'échangeant plusieurs joueurs. Craig Counsell, Chris Capuano, Jorge de la Rosa, Chad Moeller, Junior Spivey et Lyle Overbay passent aux Brewers, alors que les D-Backs obtiennent en retour Shane Nance, Richie Sexson et Noochie Varner.
Overbay évolue deux saisons à Milwaukee, obtenant pour la première fois la chance de faire partie de l'alignement régulier d'une équipe des majeures. En 2003, le joueur de premier but frappe dans une moyenne au bâton de ,301 avec un sommet en carrière de 174 coups sûrs. Il mène le baseball majeur avec 53 doubles, frappe 16 circuits et produit 87 points.
En 2004, il frappe 19 circuits et 34 doubles, produit 72 points, et présente une moyenne de ,276.
Le 7 décembre 2005, Overbay est échangé à nouveau, prenant le chemin de Toronto en compagnie de Ty Taubenheim. Les Brewers obtiennent trois joueurs en retour, soit Dave Bush, Gabe Gross et Zach Jackson.

### Blue Jays de Toronto

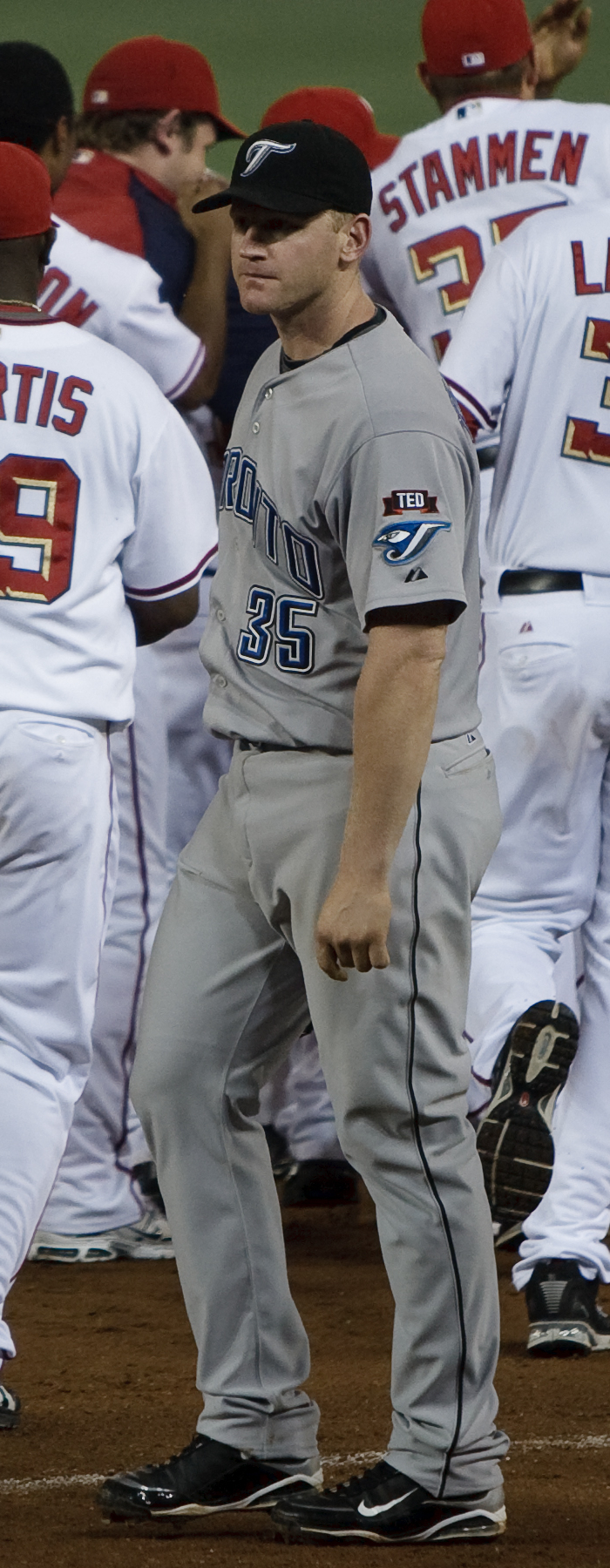
Overbay en 2009 avec Toronto.

Après avoir vu sa production offensive diminuer légèrement à sa seconde saison à Milwaukee, Overbay connaît une excellente saison 2006 chez les Blue Jays de Toronto : moyenne au bâton de ,312, moyenne de puissance de ,508, ainsi que des sommets en carrière de 181 coups sûrs, 46 doubles, 22 circuits et 92 points produits. Les Blue Jays le récompensent en janvier 2007 avec un contrat de 24 millions de dollars pour quatre saisons.
Mais à la première année de ce nouveau contrat en 2007, sa contribution à l'attaque chute à nouveau. Il ne frappe que pour ,240 en 122 parties, avec 30 doubles, 10 circuits et 44 points produits.
En 2008, Overbay claque 15 circuits et produit 69 points. Le 12 mai 2008, il est victime du 14e triple jeu sans aide de l'histoire des majeures, réussi par le deuxième but des Indians de Cleveland Asdrúbal Cabrera. Le 25 mai contre Kansas City, il établit un record de la franchise des Blue Jays en atteignant les sentiers lors de 12 apparitions consécutives au bâton, éclipsant la marque établie précédemment par Tony Fernandez.
Ses performances sont plus constantes au cours des années suivantes, même s'il ne rehausse pas son jeu au niveau des saisons précédentes. En 2009, il produit 64 points et claque 16 circuits, et enchaîne en 2010 avec 20 longues balles et 67 points produits. Avec 37 doubles, il connaît une septième saison consécutive avec au moins 30 coups de deux buts. Déçu par ses performances en 2010, les Jays soumettent Overbay au ballottage en août, mais il n'est réclamé par aucune équipe.

### Pirates de Pittsburgh

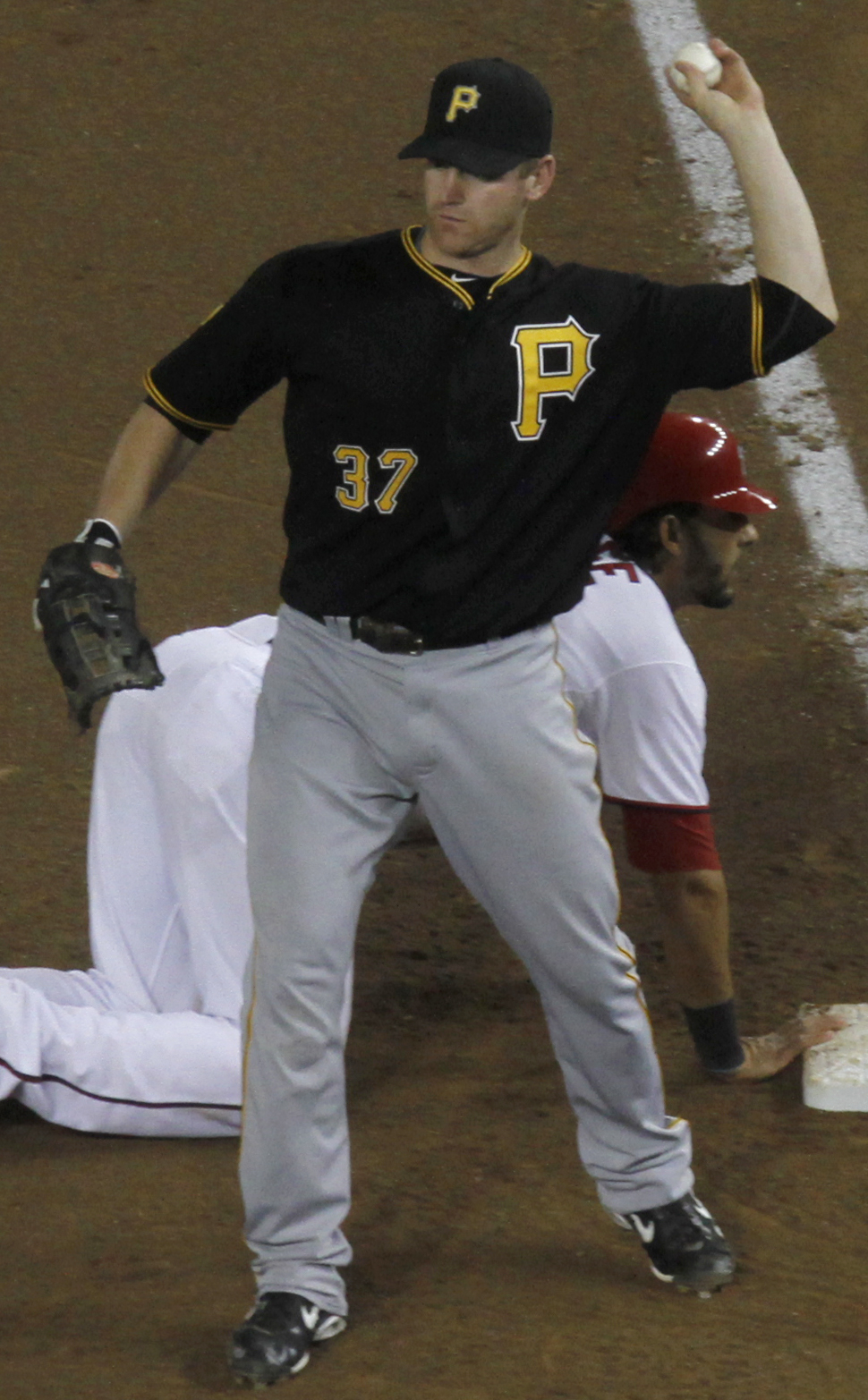
Lyle Overbay en 2011 avec les Pirates.

Devenu agent libre au terme de son contrat de quatre ans avec Toronto, Lyle Overbay signe en décembre 2010 un contrat d'un an avec les Pirates de Pittsburgh.
Il frappe huit coups de circuit et produit 37 points en 103 parties avec les Pirates en 2011 mais éprouve constamment des difficultés en offensive, comme en témoigne sa moyenne au bâton de seulement ,227. Moins disposé à payer son salaire de cinq millions de dollars pour la saison dans ces circonstances, les Pirates libèrent Overbay de son contrat en août, moins d'une semaine après avoir acquis le joueur de premier but Derrek Lee des Orioles de Baltimore.

### Retour chez les Diamondbacks
Il revient en Arizona le 13 août 2011 lorsqu'il accepte un contrat des ligues mineures offert par les Diamondbacks. Devenu agent libre à la fin de la saison, il accepte un nouveau contrat d'une durée d'un an avec Arizona. Il maintient une moyenne de ,292 en 45 parties jouées en 2012 avant d'être libéré par le club début août.

### Braves d'Atlanta
Le 20 août 2012, Overbay est mis sous contrat par les Braves d'Atlanta. Il dispute 20 parties pour Atlanta en fin d'année.

### Yankees de New York
Il est de l'entraînement de printemps des Red Sox de Boston en 2013 mais est libéré le 26 mars. Le même jour, il signe un contrat avec les Yankees de New York.
La longue liste de joueurs blessés des Yankees donne à Overbay la chance de jouer sur une base presque quotidienne. Il est le premier but principal du club en 2013 et entre en jeu dans 142 matchs au total. Il est 3e des Yankees avec 14 circuits, il produit 59 points et maintient une moyenne au bâton de ,240.

### Brewers de Milwaukee
Le 20 janvier 2014, il rejoint l'un de ses anciens clubs, les Brewers de Milwaukee, sur un contrat des ligues mineures et joue sa dernière saison en 2014.